# San Facundo (Torre del Bierzo)
San Facundo es una localidad del municipio leonés de Torre del Bierzo, en la Comunidad Autónoma de Castilla y León, situado en el Bierzo Alto, una de las demarcaciones en que se divide la comarca de El Bierzo. 
Su iglesia está dedicada a San Facundo, patrono de la localidad, del cual toma su nombre, y que se relaciona con un importante monasterio dedicado a San Facundo Mártir, datado en el siglo IX del que no queda rastro.

## Localidades limítrofes

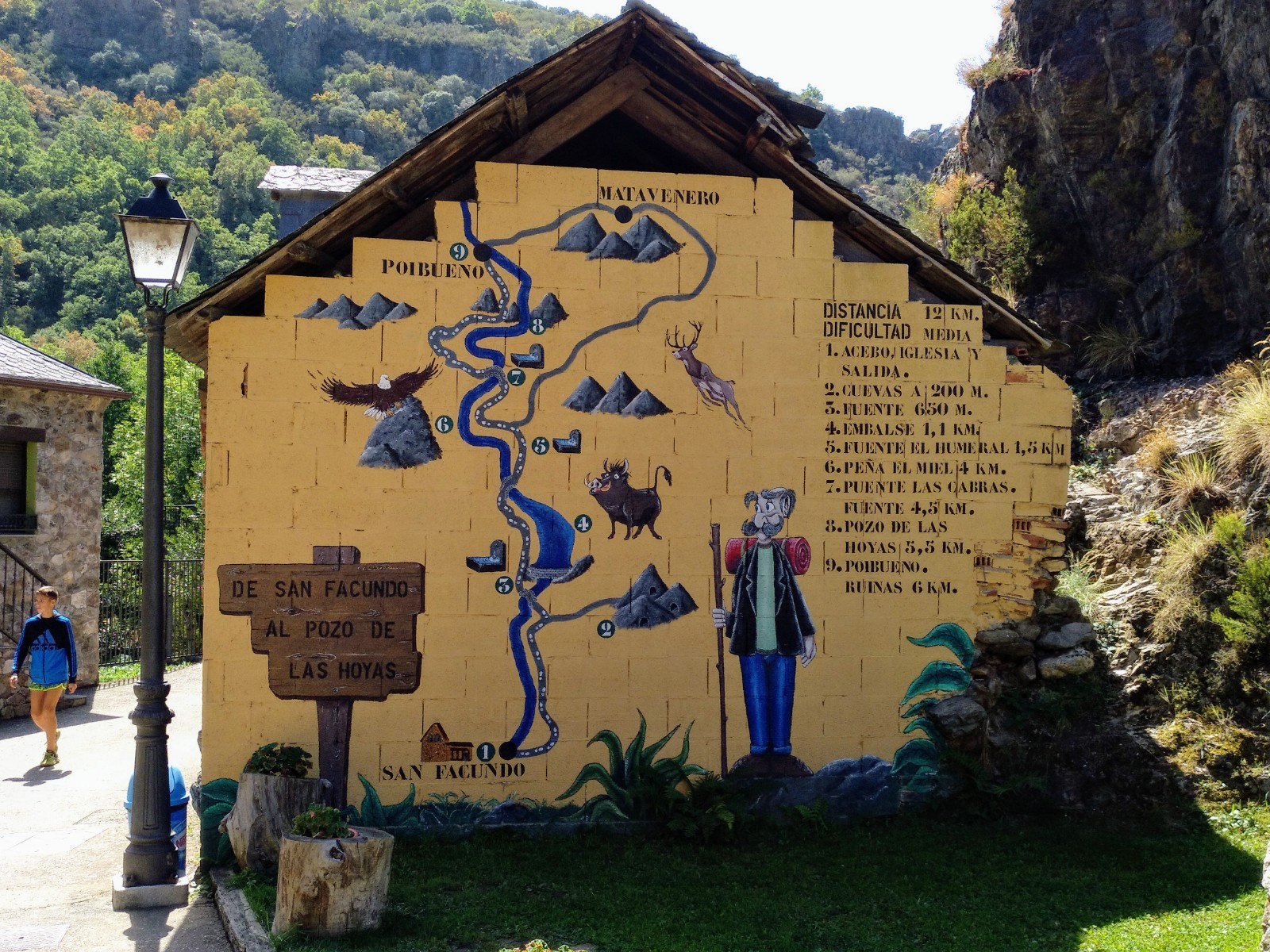
San Facundo

Confina con las siguientes localidades:
- Al norte con San Andrés de las Puentes.
- Al noreste con Santa Marina de Torre.
- Al sur con Matavenero y Poibueno.
- Al suroeste con Paradasolana.
- Al noroeste con Turienzo Castañero y San Pedro Castañero.

## Historia

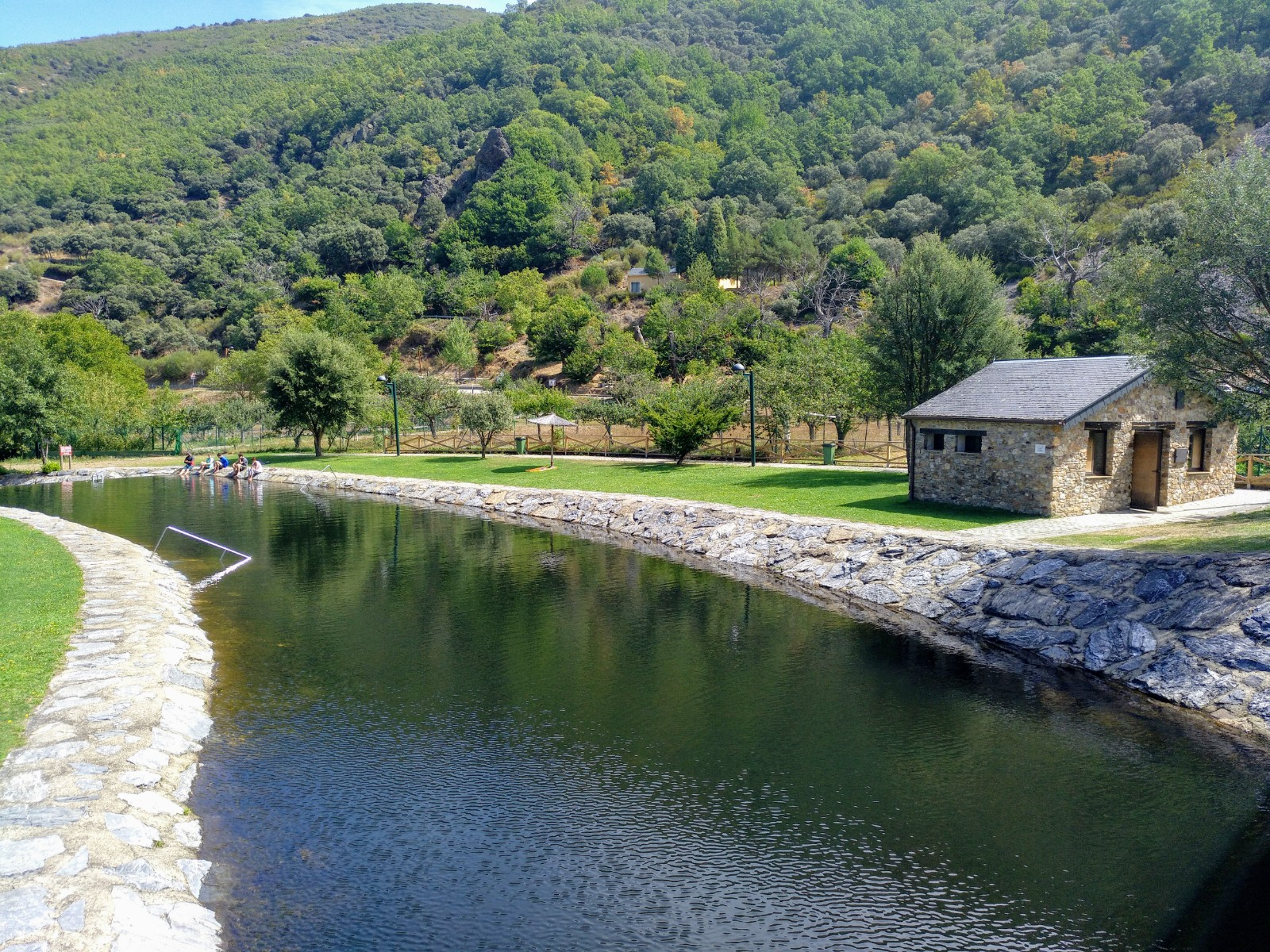
Playa fluvial de San Facundo

Así se describe a San Facundo en el tomo VIII del Diccionario geográfico-estadístico-histórico de España y sus posesiones de Ultramar, obra impulsada por Pascual Madoz a mediados del siglo XIX:

Lugar en la provincia de León (13 leguas), partido judicial de Ponferrada (5), diócesis de Astorga (6), audiencia territorial y capitanía general de Valladolid (28), ayuntamiento de Albares de la Ribera. Situado en un barranco al NE del elevado monte llamado el Pero, y orilla derecha del río Argutorio; su clima es triste y frío. Tiene 20 chozas con techo de paja en figura cónica, para que puedan resistir el peso de las nieves; iglesia (San Facundo) anejo de San Andrés de las Puentes; y buenas aguas potables. Confina NO la matriz; E Poybueno, y S Matavenero. El terreno es montuoso y de mala calidad, y le fertilizan las aguas del mencionado Argutorio. Los caminos dirigen a los pueblos limítrofes. Producciones: centeno, patatas, castañas y buenos pastos; cría ganado lanar y cabrío; y caza mayor y menor. Industria: fabricación de esteras bastas, y construcción de cestos de mimbres, cucharas y almadreñas de madera a que en el país llaman galochas. Población: 17 vecinos, 64 almas. Contribución: con el ayuntamiento.
Diccionario geográfico-estadístico-histórico de España y sus posesiones de Ultramar

## Demografía
Evolución de la población
| Gráfica de evolución demográfica de San Facundo entre 2000 y 2017  |
|                                                                    |
| Población de derecho (2000-2017) según el padrón municipal del INE |